# No Chris Left Behind
No Chris Left Behind («Не выгоняйте Криса») — шестнадцатая серия пятого сезона мультсериала «Гриффины». Премьерный показ состоялся 6 мая 2007 года на канале FOX.

## Сюжет
Лоис ведёт свою семью на балет.
Крис готовится к экзамену по истории, но Брайан замечает, что его учебник безнадёжно устарел. Возмущённая этим, Лоис отправляется на родительское собрание, чтобы пожаловаться. Директор объясняет, что школа не может купить новые учебники, так как потеряла финансовую поддержку правительства в связи с новым постановлением. И директор объявляет о своём решении проблемы: изгнать из школы самого глупого ученика — Криса Гриффина.
После нескольких безуспешных попыток пристроить Криса в какую-нибудь другую школу (Куахогская школа для глухих — Quahog School for Deef; Куахогская морская академия — Quahog Maritime Academy) Лоис просит своего отца, Картера, определить её сына в «Академию Утреннего Стояка» (Morningwood Academy), и тот соглашается, при условии, что Питер сделает нечто унизительное. В новой школе Крису приходится нелегко, и Лоис вновь обращается к отцу, и тогда тот, выкрав Криса, посвящает его в сообщество «Череп и кости».
Чтобы оплатить обучение Криса, всем приходится потрудиться: Питер продаёт «задочесалки» на стадионах, Лоис и Мег стали проститутками, Стьюи убивает толстяков своей игрой на трубе. Поэтому Крис начинает чувствовать себя неудобно, и просит дедушку (Картера Пьютершмидта) вернуть его в старую школу. К тому же Крису совершенно не улыбается перспектива «провести 7 минут в шкафу с Мастером Гербертом, чтобы стать настоящим членом Клуба».
Картер удовлетворяет просьбу внука, Крис возвращается домой, но Стьюи валит его прямо в прихожей своей «песней» для толстяков.

## Создание
Эпизод получил «Эмми» в категории «Выдающееся личное достижение в мультипликации» (Outstanding Individual Achievement in Animation).
Автор сценария: Патрик Мейган
Режиссёр: Пит Майклс
Композитор: Уолтер Мёрфи
Приглашённые знаменитости: отсутствуют

## Интересные факты